# Олделамер
Олделамер (нід. Oldelamer) — село в нідерландській провінції Фрисландія. Входить до муніципалітету Вестстеллінгверф.
Його площа становить 17,20км², а населення станом на 2021 рік складало 235 осіб.
Перша згадка про населений пункт датується 1320 роком.